# Сорхаб
Сорхаб (перс. سرخاب‎), также известен как Сурхаб — село на севере Ирана, в остане Альборз. Входит в состав шахрестана Саводжболаг. Является частью дехестана (сельского округа) Сеидабад Центрального бахша.

## География
Село находится в центральной части Альборза, к югу от хребта Эльбурс, на расстоянии приблизительно 16 километров к западу-северо-западу (WNW) от Кереджа, административного центра провинции. Абсолютная высота — 1276 метров над уровнем моря.

## Население
По данным переписи 2006 года население села составляло 2501 человека (1343 мужчины и 1158 женщин). В Сорхабе насчитывалось 611 семей. Уровень грамотности населения составлял 63,45 %. Уровень грамотности среди мужчин составлял 64,56 %, среди женщин — 62,18 %.